# Peter Doig
Peter Doig (Edimburgo, 17 aprile 1959) è un pittore britannico.

## Biografia
Nato in Scozia, all'età di due anni, si trasferisce con la sua famiglia a Trinidad nelle piccole Antille. Cinque anni più tardi emigra in Canada. Nel 1979 si trasferisce a Londra per studiare pittura. Vive e lavora tra Londra, New York e Trinidad.
È considerato uno dei pittori viventi più quotati del mondo. Il suo dipinto Country Rock del 1999 nel giugno 2014 è stato venduto all'asta al prezzo di 15 milioni di dollari.

## Collezioni pubbliche (selezione)
- Tate Modern, International and Contemporary Art, Londra
- Museum of Contemporary Art, Los Angeles MOCA, Los Angeles, CA
- British Museum, Londra
- Walker Art Gallery, Liverpool
- Southampton City Art Gallery
- Musée National d'Art Moderne, Parigi
- National Gallery of Canada, Ottawa
- Art Institute of Chicago
- Museum of Modern Art, New York
- Metropolitan Museum of Art, New York
- Whitney Museum of American Art, New York
- Philadelphia Museum of Art
- Dallas Museum of Art